# L'été va se terminer
Pour plus de détails, voir Fiche technique et Distribution.
L'été va se terminer (en russe : Скоро кончится лето, Skoro kontchitsia leto) est un film dramatique à suspense russe réalisé par Maxime Arbougaïev (ru) et Vladimir Mounkouïev (ru) et sorti en 2025.
Le film est inspiré de faits réels.

## Synopsis
Kesha (Iouri Borissov), un homme de 27 ans, revient dans son village natal de Iakoutie après avoir purgé une peine de prison. Il est accueilli par son père et son jeune frère Tima (Makar Khlebnikov), un lycéen de 17 ans qui rêve d'entrer à l'institut avec un budget limité. Kesha est impatient de commencer une nouvelle vie : trouver un emploi, économiser de l'argent et déterminer son avenir. Il trouve un emploi dans un artel d'extraction d'or, que son père a fondé avec un compagnon, mais il se fait bientôt escroquer par les prospecteurs et perd son emploi.
Sans argent ni perspectives, Kesha décide de se venger de ses agresseurs en volant l'or. Il entraîne son jeune frère dans ce crime et, ensemble, ils prennent la fuite, tentant d'échapper aux persécutions.

## Fiche technique
- Titre français : L'été va se terminer[2]
- Titre original en russe : Скоро кончится лето, Skoro kontchitsia leto
- Réalisation : Maxime Arbougaïev (ru) et Vladimir Mounkouïev (ru)
- Scénario : Vladimir Mounkouïev (ru)
- Photographie : Maxime Arbougaïev (ru)
- Montage : Ivan Lebedev
- Musique : Pavel Dodonov (ru)
- Production : Boris Khlebnikov, Valeri Fedorovitch (ru), Alexandre Plotnikov
- Sociétés de production : LOOKFILM, Place of power
- Pays de production :  Russie
- Langue originale : russe
- Format : Couleurs
- Durée : 118 minutes
- Genre : film dramatique à suspense
- Date de sortie :
  - Russie : 27 février 2025

## Distribution
- Iouri Borissov : Kesha
- Makar Khlebnikov (ru) : Tim
- Dmitri Podnozov (ru) : père de Kesha et Tim
- Aleksandr Mossine :
- Vassili Chtchipitsyn (ru)
- Albert Alekseïev
- Pavel Kolessov

## Production
Le scénario a été écrit par Vladimir Mounkouïev (ru) en 2021 et repris par Maxime Arbougaïev, tous deux originaires de Iakoutie et connaissant très bien les coutumes de ces lieux. Au même moment, Maxime Arbougaïev et sa sœur Evguenia ont fait les premières tentatives de mise en scène indépendante de cette histoire sous le titre de travail Touman (Туман). Le premier candidat pour le rôle principal est Evgueni Alekhine (ru), avec lequel Arbougaïev commence à travailler activement dès la phase de préproduction. Mais faute de financement, le projet n'a jamais vu le jour, et Alekhine s'est retiré du projet. Ces événements ont été décrits par la suite dans son roman autobiographique Devstvennost (Девственность, litt. « Virginité », 2022).
En conséquence, Mounkouïev et Arbougaïev ont décidé de mettre en scène le film et de mener l'ensemble du processus de tournage en Iakoutie. Le tournage du film a commencé à l'été 2022,, Mounkouïev admettant que le processus s'est avéré être un road movie.
Le compositeur du film est le musicien Pavel Dodonov (ru), et la dernière partie du film utilise la chanson du même nom, Kontchitsia leto (ru) (Кончится лето, litt. « L'Été va se terminer ») du groupe Kino.